# タクトプレイス
株式会社タクトプレイス（tactplace）は、日本のマンションデベロッパーである。 「ベリテージ」シリーズを首都圏で展開する。

## 沿革
- 2003年5月 東京都千代田区飯田橋を本店として、資本金1000万円で設立
- 2004年5月 資本金2500万円に増資
- 2004年12月 本店を同区内の紀尾井町ビルに移転
- 2009年3月 本店を増床の為、同区内のプリンス通りビルに移転
- 時期不明 本店を埼玉県川越市熊野町に移転
- 2013年4月17日 東京地方裁判所において、破産手続きの開始を決定。(事件番号平成２５年（フ）第３５７０号)